# Jorgos Stawrakakis
Jorgos Stawrakakis, gr. Γιώργος Σταυρακάκης (ur. 13 października 1954 w Christos Lasitiu, zm. 27 lutego 2015) – grecki sejsmolog, poseł do Parlamentu Europejskiego VII kadencji.

## Życiorys
Ukończył fizykę na Uniwersytecie Ateńskim. Na tej samej uczelni uzyskał stopień naukowy doktora w zakresie sejsmologii. Kształcił się podyplomowo w Niemczech i Japonii. Zajmował się pracą naukową i publicystyczną. Był dyrektorem Instytutu Geodynamiki przy Obserwatorium Narodowym w Atenach. Działał w krajowych i międzynarodowych organizacjach sejsmologicznych. W wyborach w 2009 uzyskał mandat posła do Parlamentu Europejskiego z ramienia Panhelleńskiego Ruchu Socjalistycznego (PASOK). Przystąpił do grupy socjalistycznej, a także do Komisji Kontroli Budżetowej. Został wiceprzewodniczącym Komisji Rozwoju Regionalnego.